# Mindarus victoria
Mindarus victoria är en insektsart. Mindarus victoria ingår i släktet Mindarus och familjen långrörsbladlöss. Inga underarter finns listade i Catalogue of Life.